# Франк Ервін Райндт
Франк Ервін Райндт (нім. Frank Erwin Rheindt; * 26 січня. 1977, Гайльбронн, Німеччина) — німецький орнітолог. Його основні наукові інтереси — еволюція та популяційна геноміка птахів, механізми видоутворення та диференціації та генетична інтрогресія. Автор описання декількох нових видів та підвидів птахів.

## Біографія
Його батьки, Дітта та Ервін Райндти, походять із Трансильванії. Ще будучи учнем середньої школи, Райндт розвинув гострий інтерес до орнітології та охорони природи. Працював гідом під час екскурсій зі спостереження за птахами, брав участь у картографуванні птахів для визначення природних заповідників і присвятив себе спостереженню за птахами в Трансільванії та дельті Дунаю. У 1996 році він був студентом за обміном у Пенсільванії, де вперше познайомився з неєвропейською орнітофауною. З 1997 по 1998 роки брав участь у шестимісячному дослідженні птахів у Перу, Болівії та Венесуелі та як науковий співробітник у британсько-перуанському екологічному дослідницькому проєкті в басейні Амазонки, під час якого він усе більше зосереджувався на тропічних екосистемах. У 1998 році опублікував путівник з птахів A Birdwatcher's Site Guide to Peru.
У 1999 році Райндт вперше побував в Індонезії. Він три місяці мандрував Явою та Малими Зондськими островами та виконував польові роботи в останніх первинних лісових місцях існування. На островах Ветар і Сумба він жив з вождями корінного населення. Після вивчення біології в Університеті Юліуса Максиміліана у Вюрцбурзі, отримання ступеня доктора філософії в Університеті Мельбурна в 2008 році та постдокторську освіту у Музеї порівняльної зоології Луїса Агассіса Гарвардського університету. З 2012 року працює доцентом кафедри біологічних наук Національного університету Сінгапуру.
У 2010 році Рейндт і Джеймс А. Ітон здійснили таксономічну ревізію піти синьохвостої, що призвело до її поділу на три види Hydrornis guajanus, Hydrornis irena і Hydrornis schwaneri. У 2014 році він був співавтором описання Muscicapa sodhii, який зараз вважається підвидом бурої мухоловки (Muscicapa dauurica). У 2017 році разом з Річардом Шодде та Леслі Христідісом він описав підвиди Collocalia esculenta lagonoleucos і Collocalia sumbawae sumbae. У 2017 році зробив внесок в описання Sholicola ashambuensis (ймовірно, підвид Sholicola albiventris) Myzomela irianawidodoae та підвиду змієїда блакитноногого Circaetus gallicus sacerdotis з Малих Зондських островів. У 2019 році Райндт був частиною команди, яка описала алорського медоїда (Myzomela prawiradilagae).
У 2014 році Райндт був частиною команди вчених, які вперше за 73 роки спостерігали номінальну форму тимелії лучної (Chrysomma altirostre altirostre) у М'янмі, що вважалася вимерлою.
У 2015 році Райндт, Лес Крістідіс і Нільс Краббе підвищили до виду статус короткокрилої еленії (Elaenia brachyptera), яка раніше вважалася підвидом малої еленії (Elaenia chiriquensis).
У 2016 році Рейндт у співпраці з Джеймсом А. Ітоном, Басом ван Баленом і Ніком В. Бріклем опублікував працю «Птахи Індонезійського архіпелагу: Великі Зондські острови та Волласея» (Birds of the Indonesian Archipelago: Greater Sundas and Wallacea), яка є одним із найповніших путівників щодо орнітофауни Індонезії та включає вперше неописані види регіону.